# Mohamed Koffi
Mohamed Koffi (Abidjan, 30 dicembre 1986) è un ex calciatore ivoriano naturalizzato burkinabé, di ruolo difensore.
È lo straniero con più presenze (286) nel campionato egiziano.

## Biografia
Ha un fratello minore, Abdoulaye, anch'esso calciatore.

## Caratteristiche tecniche
Apprezzato dagli addetti ai lavori per polivalenza, Koffi è un centrale difensivo, efficace nel gioco aereo, in grado di agire da terzino destro o da vertice basso di centrocampo.

## Carriera

### Club

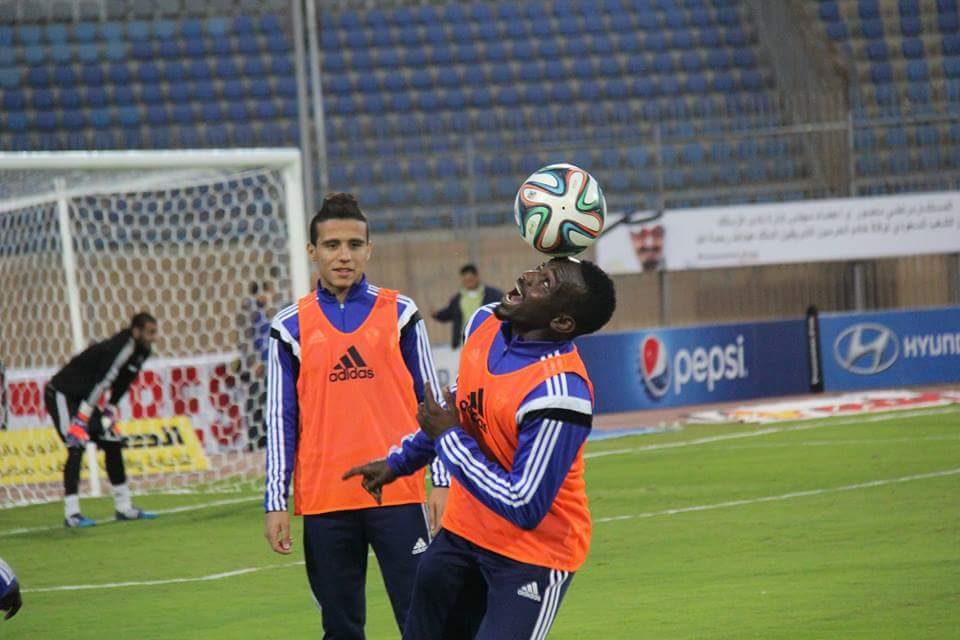
Koffi ritratto insieme a Mostafa Fathi nel 2015.

Nel 2006, dopo alcune esperienze tra Costa d'Avorio e Qatar, viene tesserato dal Petrojet, in Egitto. Complice anche la sospensione del campionato egiziano, nel gennaio 2014 si accorda per sei mesi con il Duhok, nel campionato iracheno.
Il 12 giugno 2014 firma un triennale con lo Zamalek. Titolare al centro della difesa in coppia con Ali Gabr - i due insieme riusciranno a mantenere la porta inviolata in 18 occasioni - contribuisce a fine stagione alla vittoria del campionato, successo a cui segue quello della Coppa d'Egitto.
A causa di alcuni dissidi con il presidente Mortada Mansour, il 6 agosto 2016 passa in prestito all'Al-Ettifaq, in Arabia Saudita.
Il 5 settembre 2017 passa all'Al-Masry in cambio di 1.7 milioni di EGP, firmando un biennale. Alla ricerca di maggior spazio, il 26 gennaio 2019 si trasferisce all'Al-Kawkab, nella seconda divisione saudita. Il 15 agosto torna in Egitto, accordandosi con lo Smouha. Il 18 novembre 2020 viene tesserato dal National Bank of Egypt.

### Nazionale

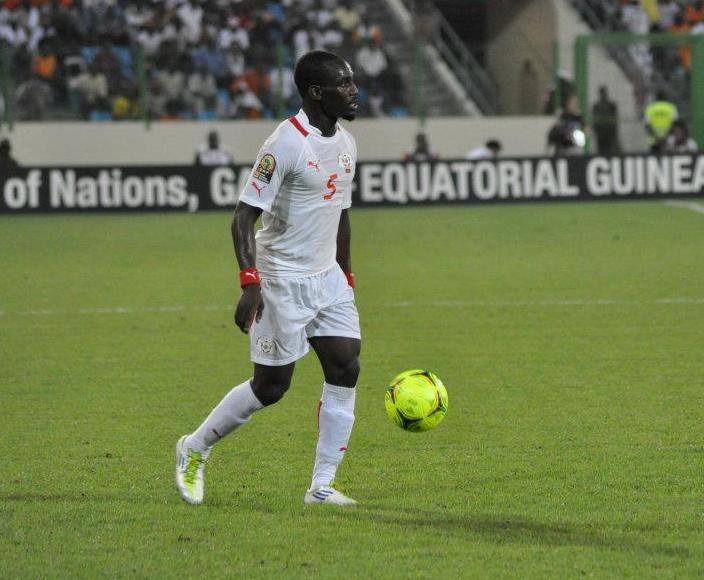
Koffi nel 2012 contro la Costa d'Avorio in Coppa d'Africa.

Esordisce in nazionale il 15 novembre 2006 contro l'Algeria in un'amichevole vinta 1-2, bagnando l'esordio con una rete. In totale conta 58 presenze e 4 reti con la selezione burkinabé, con cui ha partecipato a quattro edizioni della Coppa d'Africa.

## Statistiche

### Presenze e reti nei club
Statistiche aggiornate al 21 agosto 2021.
| Stagione                      | Squadra                       | Campionato                    | Campionato | Campionato | Coppe nazionali | Coppe nazionali | Coppe nazionali | Coppe continentali | Coppe continentali | Coppe continentali | Altre coppe | Altre coppe | Altre coppe | Totale | Totale |
| Stagione                      | Squadra                       | Comp                          | Pres       | Reti       | Comp            | Pres            | Reti            | Comp               | Pres               | Reti               | Comp        | Pres        | Reti        | Pres   | Reti   |
| ----------------------------- | ----------------------------- | ----------------------------- | ---------- | ---------- | --------------- | --------------- | --------------- | ------------------ | ------------------ | ------------------ | ----------- | ----------- | ----------- | ------ | ------ |
| 2006-2007                     | Petrojet                      | PL                            | 28         | 6          | CE              | 1               | 0               | -                  | -                  | -                  | -           | -           | -           | 29     | 6      |
| 2007-2008                     | Petrojet                      | PL                            | 24         | 4          | CE              | 0               | 0               | -                  | -                  | -                  | -           | -           | -           | 24     | 4      |
| 2008-2009                     | Petrojet                      | PL                            | 23         | 4          | CE              | 1               | 0               | -                  | -                  | -                  | -           | -           | -           | 24     | 4      |
| 2009-2010                     | Petrojet                      | PL                            | 25         | 3          | CE              | 1               | 0               | CC                 | 6                  | 1                  | -           | -           | -           | 32     | 4      |
| 2010-2011                     | Petrojet                      | PL                            | 28         | 5          | CE              | 2               | 0               | -                  | -                  | -                  | -           | -           | -           | 30     | 5      |
| 2011-2012                     | Petrojet                      | PL                            | 10         | 4          | -               | -               | -               | -                  | -                  | -                  | -           | -           | -           | 10     | 4      |
| 2012-2013                     | Petrojet                      | PL                            | 8          | 1          | CE              | 0               | 0               | -                  | -                  | -                  | -           | -           | -           | 8      | 1      |
| 2013-gen. 2014                | Petrojet                      | PL                            | 0          | 0          | CE              | 0               | 0               | -                  | -                  | -                  | -           | -           | -           | 0      | 0      |
| Totale Petrojet               | Totale Petrojet               | Totale Petrojet               | 146        | 27         |                 | 5               | 0               |                    | 6                  | 1                  |             | -           | -           | 157    | 28     |
| gen.-giu. 2014                | Duhok                         | PL                            | 10         | 3          | -               | -               | -               | -                  | -                  | -                  | -           | -           | -           | 10     | 3      |
| 2014-2015                     | Zamalek                       | PL                            | 30         | 2          | CE              | 4               | 0               | CCL+CC             | 3+12               | 0                  | SE          | 1           | 0           | 50     | 2      |
| 2015-2016                     | Zamalek                       | PL                            | 22         | 2          | CE              | 2               | 0               | CCL                | 5                  | 1                  | SE          | 1           | 0           | 30     | 3      |
| Totale Zamalek                | Totale Zamalek                | Totale Zamalek                | 52         | 4          |                 | 6               | 0               |                    | 20                 | 1                  |             | 2           | 0           | 80     | 5      |
| 2016-2017                     | Al-Ettifaq                    | SPL                           | 24         | 1          | CPC+KCC         | 0+2             | 1               | -                  | -                  | -                  | -           | -           | -           | 26     | 2      |
| 2017-2018                     | Al-Masry                      | PL                            | 30         | 4          | CE              | 1               | 0               | CC                 | 16                 | 2                  | SE          | 1           | 0           | 48     | 6      |
| 2018-gen. 2019                | Al-Masry                      | PL                            | 16         | 2          | CE              | 0               | 0               | CC                 | 2                  | 0                  | -           | -           | -           | 18     | 2      |
| Totale Al-Masry               | Totale Al-Masry               | Totale Al-Masry               | 46         | 6          |                 | 1               | 0               |                    | 18                 | 2                  |             | 1           | 0           | 66     | 8      |
| gen.-giu. 2019                | Al-Kawkab                     | FD                            | -          | 1          | KCC             | -               | -               | -                  | -                  | -                  | -           | -           | -           | -      | 1      |
| 2019-2020                     | Smouha                        | PL                            | 26         | 2          | CE              | 2               | 0               | -                  | -                  | -                  | -           | -           | -           | 28     | 2      |
| 2020-2021                     | National Bank of Egypt        | PL                            | 16         | 0          | CE              | 0               | 0               | -                  | -                  | -                  | -           | -           | -           | 16     | 0      |
| 2021-2022                     | National Bank of Egypt        | PL                            | 0          | 0          | CE              | 0               | 0               | -                  | -                  | -                  | -           | -           | -           | 0      | 0      |
| Totale National Bank of Egypt | Totale National Bank of Egypt | Totale National Bank of Egypt | 16         | 0          |                 | 0               | 0               |                    | -                  | -                  |             | -           | -           | 16     | 0      |
| Totale carriera               | Totale carriera               | Totale carriera               | 320        | 44         |                 | 16              | 1               |                    | 44                 | 4                  |             | 3           | 0           | 383    | 49     |

### Cronologia presenze e reti in nazionale
| Cronologia completa delle presenze e delle reti in nazionale ― Burkina Faso | Cronologia completa delle presenze e delle reti in nazionale ― Burkina Faso | Cronologia completa delle presenze e delle reti in nazionale ― Burkina Faso | Cronologia completa delle presenze e delle reti in nazionale ― Burkina Faso | Cronologia completa delle presenze e delle reti in nazionale ― Burkina Faso | Cronologia completa delle presenze e delle reti in nazionale ― Burkina Faso | Cronologia completa delle presenze e delle reti in nazionale ― Burkina Faso | Cronologia completa delle presenze e delle reti in nazionale ― Burkina Faso |
| Data                                                                        | Città                                                                       | In casa                                                                     | Risultato                                                                   | Ospiti                                                                      | Competizione                                                                | Reti                                                                        | Note                                                                        |
| --------------------------------------------------------------------------- | --------------------------------------------------------------------------- | --------------------------------------------------------------------------- | --------------------------------------------------------------------------- | --------------------------------------------------------------------------- | --------------------------------------------------------------------------- | --------------------------------------------------------------------------- | --------------------------------------------------------------------------- |
| 15-11-2006                                                                  | Aix-en-Provence                                                             | Algeria                                                                     | 1 – 2                                                                       | Burkina Faso                                                                | Amichevole                                                                  | 1                                                                           |                                                                             |
| 11-2-2009                                                                   | Le Petit-Quevilly                                                           | Togo                                                                        | 1 – 1                                                                       | Burkina Faso                                                                | Amichevole                                                                  | -                                                                           | 46’                                                                         |
| 12-8-2009                                                                   | Le Petit-Quevilly                                                           | Mali                                                                        | 3 – 0                                                                       | Burkina Faso                                                                | Amichevole                                                                  | -                                                                           | 46’                                                                         |
| 5-9-2009                                                                    | Abidjan                                                                     | Costa d'Avorio                                                              | 5 – 0                                                                       | Burkina Faso                                                                | Qual. Mondiali 2010                                                         | -                                                                           | 88’                                                                         |
| 11-10-2009                                                                  | Accra                                                                       | Guinea                                                                      | 1 – 2                                                                       | Burkina Faso                                                                | Qual. Mondiali 2010                                                         | -                                                                           | 59’                                                                         |
| 14-11-2009                                                                  | Ouagadougou                                                                 | Burkina Faso                                                                | 1 – 0                                                                       | Malawi                                                                      | Qual. Mondiali 2010                                                         | -                                                                           | 67’                                                                         |
| 19-1-2010                                                                   | Luanda                                                                      | Burkina Faso                                                                | 0 – 1                                                                       | Ghana                                                                       | Coppa d'Africa 2010 - 1º turno                                              | -                                                                           | 83’                                                                         |
| 11-8-2010                                                                   | Senlis                                                                      | Burkina Faso                                                                | 3 – 0                                                                       | Rep. del Congo                                                              | Amichevole                                                                  | -                                                                           |                                                                             |
| 6-9-2010                                                                    | Cannes                                                                      | Burkina Faso                                                                | 1 – 1                                                                       | Gabon                                                                       | Amichevole                                                                  | -                                                                           | 46’                                                                         |
| 9-10-2010                                                                   | Ouagadougou                                                                 | Burkina Faso                                                                | 3 – 1                                                                       | Gambia                                                                      | Qual. Coppa d'Africa 2012                                                   | -                                                                           | 70’                                                                         |
| 17-11-2010                                                                  | Mantes-la-Ville                                                             | Guinea                                                                      | 1 – 2                                                                       | Burkina Faso                                                                | Amichevole                                                                  | -                                                                           | 46’                                                                         |
| 11-8-2010                                                                   | Óbidos                                                                      | Burkina Faso                                                                | 0 – 1                                                                       | Capo Verde                                                                  | Amichevole                                                                  | -                                                                           |                                                                             |
| 10-8-2011                                                                   | Johannesburg                                                                | Sudafrica                                                                   | 3 – 0                                                                       | Burkina Faso                                                                | Amichevole                                                                  | -                                                                           |                                                                             |
| 8-10-2011                                                                   | Bakau                                                                       | Gambia                                                                      | 1 – 1                                                                       | Burkina Faso                                                                | Qual. Coppa d'Africa 2012                                                   | -                                                                           |                                                                             |
| 15-11-2011                                                                  | Viry-Châtillon                                                              | Guinea                                                                      | 1 – 1                                                                       | Burkina Faso                                                                | Amichevole                                                                  | -                                                                           |                                                                             |
| 9-1-2012                                                                    | Bitam                                                                       | Gabon                                                                       | 1 – 1                                                                       | Burkina Faso                                                                | Amichevole                                                                  | -                                                                           |                                                                             |
| 22-1-2012                                                                   | Malabo                                                                      | Burkina Faso                                                                | 1 – 2                                                                       | Angola                                                                      | Coppa d'Africa 2012 - 1º turno                                              | -                                                                           | 7’                                                                          |
| 26-1-2012                                                                   | Malabo                                                                      | Costa d'Avorio                                                              | 2 – 0                                                                       | Burkina Faso                                                                | Coppa d'Africa 2012 - 1º turno                                              | -                                                                           |                                                                             |
| 30-1-2012                                                                   | Malabo                                                                      | Sudan                                                                       | 2 – 1                                                                       | Burkina Faso                                                                | Coppa d'Africa 2012 - 1º turno                                              | -                                                                           |                                                                             |
| 29-2-2012                                                                   | Marrakech                                                                   | Marocco                                                                     | 2 – 0                                                                       | Burkina Faso                                                                | Amichevole                                                                  | -                                                                           |                                                                             |
| 26-5-2012                                                                   | Ouagadougou                                                                 | Burkina Faso                                                                | 2 – 2                                                                       | Benin                                                                       | Amichevole                                                                  | -                                                                           |                                                                             |
| 9-6-2012                                                                    | Libreville                                                                  | Gabon                                                                       | 1 – 0                                                                       | Burkina Faso                                                                | Qual. Mondiali 2014                                                         | -                                                                           | 5’                                                                          |
| 14-8-2012                                                                   | Saint-Leu-la-Forêt                                                          | Burkina Faso                                                                | 3 – 0                                                                       | Togo                                                                        | Amichevole                                                                  | 2                                                                           |                                                                             |
| 8-9-2012                                                                    | Libreville                                                                  | Rep. Centrafricana                                                          | 1 – 0                                                                       | Burkina Faso                                                                | Qual. Mondiali 2014                                                         | -                                                                           |                                                                             |
| 14-10-2012                                                                  | Ouagadougou                                                                 | Burkina Faso                                                                | 3 – 1                                                                       | Rep. Centrafricana                                                          | Qual. Mondiali 2014                                                         | -                                                                           |                                                                             |
| 14-11-2012                                                                  | El Jadida                                                                   | RD del Congo                                                                | 0 – 1                                                                       | Burkina Faso                                                                | Amichevole                                                                  | -                                                                           |                                                                             |
| 10-1-2013                                                                   | Nelspruit                                                                   | Burkina Faso                                                                | 0 – 0                                                                       | Niger                                                                       | Amichevole                                                                  | -                                                                           | 46’                                                                         |
| 21-1-2013                                                                   | Nelspruit                                                                   | Nigeria                                                                     | 1 – 1                                                                       | Burkina Faso                                                                | Coppa d'Africa 2013 - 1º turno                                              | -                                                                           |                                                                             |
| 25-1-2013                                                                   | Nelspruit                                                                   | Burkina Faso                                                                | 4 – 0                                                                       | Etiopia                                                                     | Coppa d'Africa 2013 - 1º turno                                              | -                                                                           |                                                                             |
| 29-1-2013                                                                   | Nelspruit                                                                   | Zambia                                                                      | 0 – 0                                                                       | Burkina Faso                                                                | Coppa d'Africa 2013 - 1º turno                                              | -                                                                           |                                                                             |
| 3-2-2013                                                                    | Nelspruit                                                                   | Burkina Faso                                                                | 1 – 0 dts                                                                   | Togo                                                                        | Coppa d'Africa 2013 - Quarti di finale                                      | -                                                                           |                                                                             |
| 6-2-2013                                                                    | Nelspruit                                                                   | Burkina Faso                                                                | 1 – 1 dts (3 – 2 dtr)                                                       | Ghana                                                                       | Coppa d'Africa 2013 - Semifinale                                            | -                                                                           |                                                                             |
| 10-2-2013                                                                   | Johannesburg                                                                | Nigeria                                                                     | 1 – 0                                                                       | Burkina Faso                                                                | Coppa d'Africa 2013 - Finale                                                | -                                                                           |                                                                             |
| 23-3-2013                                                                   | Ouagadougou                                                                 | Burkina Faso                                                                | 4 – 0                                                                       | Niger                                                                       | Qual. Mondiali 2014                                                         | -                                                                           |                                                                             |
| 2-6-2013                                                                    | Blida                                                                       | Algeria                                                                     | 2 – 0                                                                       | Burkina Faso                                                                | Amichevole                                                                  | -                                                                           | 46’                                                                         |
| 9-6-2013                                                                    | Niamey                                                                      | Niger                                                                       | 0 – 1                                                                       | Burkina Faso                                                                | Qual. Mondiali 2014                                                         | -                                                                           |                                                                             |
| 15-6-2013                                                                   | Pointe-Noire                                                                | Rep. del Congo                                                              | 0 – 1                                                                       | Burkina Faso                                                                | Qual. Mondiali 2014                                                         | -                                                                           |                                                                             |
| 14-8-2013                                                                   | Tangeri                                                                     | Marocco                                                                     | 1 – 2                                                                       | Burkina Faso                                                                | Amichevole                                                                  | -                                                                           |                                                                             |
| 7-9-2013                                                                    | Ouagadougou                                                                 | Burkina Faso                                                                | 1 – 0                                                                       | Gabon                                                                       | Qual. Mondiali 2014                                                         | -                                                                           |                                                                             |
| 12-10-2013                                                                  | Ouagadougou                                                                 | Burkina Faso                                                                | 3 – 2                                                                       | Algeria                                                                     | Qual. Mondiali 2014                                                         | -                                                                           | 27’ 78’                                                                     |
| 21-5-2014                                                                   | Ouagadougou                                                                 | Burkina Faso                                                                | 1 – 1                                                                       | Senegal                                                                     | Amichevole                                                                  | -                                                                           |                                                                             |
| 6-9-2014                                                                    | Ouagadougou                                                                 | Burkina Faso                                                                | 2 – 0                                                                       | Lesotho                                                                     | Qual. Coppa d'Africa 2015                                                   | -                                                                           |                                                                             |
| 10-9-2014                                                                   | Luanda                                                                      | Angola                                                                      | 0 – 3                                                                       | Burkina Faso                                                                | Qual. Coppa d'Africa 2015                                                   | -                                                                           |                                                                             |
| 11-10-2014                                                                  | Angondjé                                                                    | Gabon                                                                       | 2 – 0                                                                       | Burkina Faso                                                                | Qual. Coppa d'Africa 2015                                                   | -                                                                           |                                                                             |
| 15-10-2014                                                                  | Ouagadougou                                                                 | Burkina Faso                                                                | 1 – 1                                                                       | Gabon                                                                       | Qual. Coppa d'Africa 2015                                                   | -                                                                           | 46’                                                                         |
| 15-11-2014                                                                  | Maseru                                                                      | Lesotho                                                                     | 1 – 1                                                                       | Burkina Faso                                                                | Amichevole                                                                  | -                                                                           |                                                                             |
| 19-11-2014                                                                  | Ouagadougou                                                                 | Burkina Faso                                                                | 1 – 1                                                                       | Angola                                                                      | Qual. Coppa d'Africa 2015                                                   | -                                                                           |                                                                             |
| 10-1-2015                                                                   | Nelspruit                                                                   | Burkina Faso                                                                | 5 – 1                                                                       | eSwatini                                                                    | Amichevole                                                                  | 1                                                                           | 46’                                                                         |
| 13-1-2015                                                                   | Nelspruit                                                                   | Burkina Faso                                                                | 2 – 0                                                                       | Botswana                                                                    | Amichevole                                                                  | -                                                                           |                                                                             |
| 17-1-2015                                                                   | Bata                                                                        | Burkina Faso                                                                | 0 – 2                                                                       | Gabon                                                                       | Coppa d'Africa 2015 - 1º turno                                              | -                                                                           |                                                                             |
| 21-1-2015                                                                   | Bata                                                                        | Guinea Equatoriale                                                          | 0 – 0                                                                       | Burkina Faso                                                                | Coppa d'Africa 2015 - 1º turno                                              | -                                                                           |                                                                             |
| 25-1-2015                                                                   | Ebebiyín                                                                    | RD del Congo                                                                | 2 – 1                                                                       | Burkina Faso                                                                | Coppa d'Africa 2015 - 1º turno                                              | -                                                                           |                                                                             |
| 13-6-2015                                                                   | Ouagadougou                                                                 | Burkina Faso                                                                | 2 – 0                                                                       | Comore                                                                      | Qual. Coppa d'Africa 2017                                                   | -                                                                           |                                                                             |
| 5-9-2015                                                                    | Francistown                                                                 | Botswana                                                                    | 1 – 0                                                                       | Burkina Faso                                                                | Qual. Coppa d'Africa 2017                                                   | -                                                                           |                                                                             |
| 9-10-2015                                                                   | Troyes                                                                      | Burkina Faso                                                                | 1 – 4                                                                       | Mali                                                                        | Amichevole                                                                  | -                                                                           |                                                                             |
| 12-11-2015                                                                  | Cotonou                                                                     | Benin                                                                       | 2 – 1                                                                       | Burkina Faso                                                                | Qual. Mondiali 2018                                                         | -                                                                           | 66’                                                                         |
| 17-11-2015                                                                  | Ouagadougou                                                                 | Burkina Faso                                                                | 2 – 0                                                                       | Benin                                                                       | Qual. Mondiali 2018                                                         | -                                                                           |                                                                             |
| 5-6-2016                                                                    | Moroni                                                                      | Comore                                                                      | 0 – 1                                                                       | Burkina Faso                                                                | Qual. Coppa d'Africa 2017                                                   | -                                                                           | 85’                                                                         |
| Totale                                                                      |                                                                             | Presenze                                                                    | 58                                                                          |                                                                             | Reti                                                                        | 4                                                                           |                                                                             |

### Record
- Calciatore straniero con più presenze (286) nel campionato egiziano.[1]

## Palmarès

### Club

#### Competizioni nazionali
- Campionato egiziano: 1

Zamalek: 2014-2015
- Coppa d'Egitto: 1

Zamalek: 2014-2015

### Individuale
- Egyptian Premier League Team of the Year: 1[3]

2014-2015